# Bernice Morton
Bernice Morton (* 9. April 1969) ist eine ehemalige Sprinterin von St. Kitts und Nevis.

## Karriere
Sie war bei den Olympischen Spielen 1996 in Atlanta zusammen mit Bernadeth Prentice, Elricia Francis und Valma Bass Teil der 4-mal-100-Meter-Staffel. Diese kam im dritten Vorlauf jedoch nicht ins Ziel und erreichte somit auch nicht die nächste Runde.